# North Terre Haute
North Terre Haute est une census-designated place située dans le comté de Vigo, dans l’État de l'Indiana, aux États-Unis. Lors du recensement de 2020, elle compte 4 222 habitants.